# Куре (Южная Корея)
Куре́ (кор. 구례군?, 求禮郡?, Gurye-gun) — уезд в провинции Чолла-Намдо, Южная Корея. Общая площадь уезда — 443,02 км², население составляет около 30 000 человек.

## История
В период Самхана Куре был частью Корапа, одного из 54 членов конфедерации Махан. По мере того, как владения королевства Пэкче расширялись в период Троецарствия, Куре вошёл в его состав. Во время правления короля Кёндока (742–765) этот регион был частью округа Коксон, тогда он и получил своё нынешнее название.

## География
Куре расположен в юго-западной части Кореи, и до него легко добраться из Сеула, Пусана, Кванджу, а также других крупных городов.
Северный и северо-восточный районы Куре отмечены горным массивом Чирисан. Южные районы характеризуются широкими просторными равнинами, центральные районы разделены пополам рекой Сомджин.

## Климат
Средняя температура составляет 13,1 °C, с заметной разницей температур в 16 °C между серединой января (3 °C) и августом (19 °C), что позволяет чётко различать каждый из четырёх сезонов.

## Туризм и достопримечательности
Единственная особая зона туризма и отдыха во всём Чолла-Намдо. В уезде проводится ряд ежегодных фестивалей, таких как Фестиваль цветения Сансую, Фестиваль королевских азалий и Фестиваль осенней листвы в долине Пхиаголь. В 2007 году более 500 000 туристов посетили Куре во время четырёхдневного Фестиваль цветения Сансую, после чего Министерство культуры и туризма Южной Кореи впервые выбрало его как отличное культурно-туристическое мероприятие.
В Куре также располагается первый в Корее национальный государственный парк Чирисан, в котором находятся некоторые из самых важных храмов Кореи, такие как Хваомса, Чхонынса и Ёнгокса.

## Символы
- Цветок: королевские азалии.
- Дерево: дерево Сансую[англ.].
- Птица: голубь.

## Города-побратимы
Куре является городом-побратимом следующих городов:
- Куро, Республика Корея
- Суён, Республика Корея
- Кодже, Республика Корея
- Ундзен, Япония
- Чичжоу, Китай